# 태양을 삼켜라
《태양을 삼켜라》는 2009년 7월 8일부터 2009년 10월 1일까지 방송되었던 SBS 대기획 드라마이다.

## 트리비아
서귀포시 출신자들이 서귀포시를 세계적인 도시로 발전해 나가는 내용을 다루었다. 계획 당시의 제목은 《꾼들의 나라》이다.
이 드라마는 최완규 작가의 카지노 3부작 중 제2부에 해당하는 드라마이다. 미국 라스베이거스와 LA와 함께 한국 제주도의 카지노를 중심축으로 삼아, 사랑과 운명을 걸고 복수라는 위험한 도박을 행하려는 한 남자와 그를 사랑하는 한 여자 그리고 복수를 막으려는 세 남녀의 이야기를 다뤘다.
당초 2009년 7월 8일에 방송할 예정이었으나, 해외 촬영을 마치고 귀국할 때 입국 수속 과정에서 스태프 중 1명이 신종 플루로 의심을 받아 제작을 일시적으로 중단하고 1회 방송분을 메이킹 필름 등으로 구성된 스페셜 방송으로 대체되었다.박정민 (2009년 7월 8일). “신종 플루 덮친 '태양을 삼켜라' 이르면 11일 촬영 재개”. 뉴스인사이드. 2009년 7월 9일에 확인함.
한국 드라마로는 최초로 남아프리카공화국에서의 현지 로케이션 촬영을 하여 한국 드라마 사상 최초로 아프리카 대륙에서의 로케이션 촬영기록을 내기도 했다. 동시에 미국 라스베이거스 현지에서 로케이션 촬영을 하여 제주 서귀포 - 미국 라스베이거스 - 남아공 지역을 오가는 촬영기록을 남기기도 했다. 2009년 10월 1일에 25부작을 끝으로 종영되었는데 지나친 비속어 사용 때문에 방송통신심의위원회로부터 '권고' 조치를 받았다.
한편, 임정은은 해당 드라마에 특별출연하게 되면서 2009년 1월 19일부터 공동 MC로 투입된 SBS 《야심만만 2》에서 4달 만에 빠졌고 그 이후 2009년 7월 5일 시작된 MBC 《우리들의 일밤》 '몸몸몸' 코너를 통해 예능 MC에 재도전했지만 개인사정 탓인지 3회 만에 도중하차했다.

## 등장 인물
- (†) 표시는 드라마 상에서 최종적으로 사망한 인물이다.

### 주요 인물
- 지성 : 김정우 역

국토건설단 깡패 김일환과 해녀 안미연 사이에서 태어난 사생아로, 태어나자마자 고아원에 버려져 제주시에서 양아치로 살았다. 장세돌, 이강래, 조치국과 같이 사기 낚시판을 운영하며 살아가다 장민호 회장의 목숨을 구해 주면서 인생역전의 일생일대의 기회를 잡게 된다. 정우는 성공과 출세를 위해 장 회장의 충견 노릇을 하면서 온갖 뒤처리를 도맡아했고, 장태혁의 살인혐의까지 대신 짊어지고 들어갔다. 그러나 오히려 이수창의 살인누명을 쓰고 친구들과 같이 제주도를 떠나 미국으로 밀항하기에 이른다. 미국에서 잭슨 리의 도움을 받아 VIP 특수경호로 수레스 차차보 왕을 알게 된 정우는 차차보 왕의 부탁으로 목숨을 걸고 수레스로 떠나 차차보 왕의 아들을 구하는 데는 성공하지만, 자신에게 총을 발포한 차차보 왕의 아들 아투바에 의해 상처를 입고, 그 때문에 사랑하던 연인 수현과도 헤어지게 되고 홀로 제주도로 귀국한다. 제주도에서 유강수 회장의 반대파인 장민호 회장의 밑으로 다시 들어간 정우는 자신과 자신의 어머니를 비참하게 죽게 만든 장본인이 곧 장민호 회장임을 알게 되고 처절한 복수를 감행하려 한다. 중문 카지노의 잭슨 리에게 도움을 받은 정우는 중문 카지노의 지분 확보를 하라는 장 회장의 지시에 의해 카지노 대주주였던 나봉출을 꺾어 무너뜨리고 중문 카지노 지분을 확보하는데 성공한다. 하지만 장태혁이 대정그룹을 차지할 야심에 불타고 배신한 백성일과 손을 잡고 압박해오자 장민호와 손을 잡고 장태혁을 무너뜨리고 후일 대정그룹을 장악하는데 성공한다.
- 성유리 : 이수현 역

제주도 출신으로 첼로를 전공한 음악도이자 정우의 첫사랑이다. 밀감농장을 하던 부유한 집 자제로 자라나 남부러울 것 없는 삶을 누렸으나 장민호의 야심으로 인해 집안이 몰락하자 남 모르게 복수를 꿈꾸고 있다. 수현은 어릴 적 만났던 한 남자아이에 대해 강한 인상을 받고 가슴속 한켠에 작은 연민을 간직하고 있었으나 그게 곧 정우라는 것을 알게 되고 감정이 사랑으로 바뀌게 된다. 정우가 이수창의 살인혐의를 쓰고 미국으로 밀항하자 수현은 마음 아파한다. 하지만 자신의 꿈을 위해 미국으로 향하게 되고 태양의 서커스의 중요직책을 맡게 되면서 출세의 성공가도를 달리게 된다. 그리고 태혁과 정우 두 남자의 지독한 사랑을 받게 되면서 방황하게 된다.
- 이완 : 장태혁 역

장민호 회장의 아들이자 후일 대정 카지노 사장. 강인한 성격의 소유자이나 마음이 약하고 유약한 인물로 시종일관 정우와 대립하게 되는 인물로, 처음에는 정우에게 호의를 보이고 자신의 죄를 짊어지고 들어간 정우에게 연민과 죄책감을 느낀다. 그러나 수현을 사랑하는 정우를 보며 열등감과 분노에 의해 무너져간다. 아버지 장민호 회장을 넘어서고자 하는 욕구가 강하지만, 타고난 유약함으로 인해 늘 모든 것을 정우에게 빼앗겼다고 생각한다. 하지만 자신의 야심과 사랑을 되찾기 위해 장민호 회장을 배신하고 문 회장 밑에 들어간 백성일과 손을 잡게 되는데, 이 때문에 스스로를 망치게 되고 몰락한다.
- 전광렬 : 장민호/김일환 역 † (청년 : 진구[5])

국토건설단 깡패 출신으로, 모진 노역을 견디다 못해 탈출하여 해녀였던 안미연과 사랑하는 사이가 되지만, 자신을 추격해 온 국토건설단 책임자 이수창에 의해 육지로 끌려간 뒤 파란만장한 인생을 산다. 전쟁이 한창인 월남으로 건너가 모진 고생 끝에 대정그룹을 일으켜세운 인물이다. 머리가 대단히 비상하며 자신의 야망을 위해서는 물불가리지 않는 성격의 소유자다. 자신의 목숨을 구해주고 밑으로 들어온 정우를 철저히 이용하고 버리게 되면서 정우의 복수심에 불을 지피게 된다. 제주도에서 제일 큰 카지노인 중문카지노를 차지하기 위해 혈안이 되면서 자신의 주변에 있는 모든 사람들을 적으로 돌리게 된다. 정우가 자신의 아들임을 알게 된 후에는 자신을 배신하고 백성일과 손을 잡은 아들 장태혁을 몰락시키고 아내 안미연의 무덤에서 죄책감에 엽총으로 자살하면서 생을 마감한다.
- 유오성 : 잭슨 리 역

한국계 미국인으로, 뛰어난 프로갬블러이면서 용병이며, 정우의 멘토이자 정신적인 지주다. 투박한 외모와는 달리 섬세한 성격의 소유자인 잭슨은 자신을 죽이기 위해 장 회장이 고용한 정우의 친구 세돌과 강래의 린치를 받게 되고, 이 인연으로 정우와 만나 후일을 기약한다. 그리고 정우가 장 회장의 계략으로 이수창의 살인혐의를 받고 수배되자 앞장서서 정우와 세돌, 강래의 밀항을 추진하게 된다. 그리고 이들을 카지노의 성지인 미국으로 인도하면서 정신적인 멘토이자 스승으로 자리잡는다. 하지만 정우가 복수를 위한 일로 차차보 왕의 요구를 수용하고 목숨을 내건 갬블을 하게 되면서 의도치 않게 동행하게 되고 피보다 진한 우정으로 맺어지면서 정우를 신뢰하게 된다. 하지만 제주도에서 자신을 배신하고 장민호 회장의 밑으로 간 정우를 알게 되면서 정우와의 피할 수 없는 대결을 펼치게 된다. 그러나 정우가 출생의 비밀과 복수의 의지를 잭슨에게 털어놓자 의기투합하게 되고, 후일 힘을 합쳐 대정그룹을 꺾는데 일조한다. 미국 특수부대 출신으로 뛰어난 사격실력과 함께 격투실력도 함께 지니고 있다.
- 소이현 : 유미란 역

유강수 회장의 외동딸이자 중문카지노 이사이며, 후에 중문카지노 사장으로까지 승격된다. 당당하면서도 털털한 성격의 소유자로, 사랑하는 장태혁이 장민호 회장 밑으로 가게 되면서 대립각을 펼치게 되자 사랑하던 마음을 접고 적으로 대하기 시작한다. 이후 잭슨과 힘을 합쳐 장민호 회장과 대립하게 되고, 한편으로는 김정우를 사랑하게 된다.
- 한지연 : 한선영 역

정우와 같은 고아원 출신으로, 뛰어난 미모를 지니고 있어 백성일의 눈에 띄어 비서실 직원으로 발탁된다. 정우를 위해서라면 목숨마저도 내놓을 수 있는 강단을 지니고있다. 후일 정우의 복수를 물심양면으로 돕는다.

### 주변 인물
- 김용건 : 유강수 역

중문카지노 회장이자 장민호의 라이벌로, 월남에서 장민호와 같이 생사고락을 함께한 동지였으나 중문카지노를 세우게 되면서 장민호 회장과 라이벌 관계로 발전한다. 장민호 회장의 세력을 약화시킬 목적으로 잭슨을 불러들였으나 김정우가 장 회장 밑으로 가면서 대립이 심화되자 판을 뒤집을 목적으로 항공사업을 추진한다.
- 홍석천 : 지미 역

아프리카 출신 용병으로 잭슨의 동료이다. 잭슨 일행이 차차보 왕의 아들 아투바를 구하기 위해 수레스로 넘어오자 무기를 제공하고 용병을 지원하며 도움을 아끼지 않는다. 그러나 임무수행 도중 다이아몬드 원석을 가지고 도주한 뒤 정우 일행의 반감을 사게 된다. 하지만 이후 정우와 잭슨이 장민호 회장을 몰락시킬 작전의 일환으로 나봉출을 작업할 때 도움을 주며, 나봉출을 꺾어 무너뜨리는데 일조하면서 잭슨과 정우의 조력자로 변모한다.
- 김정태 : 한석태 역

대정그룹 장민호 회장의 수족이자 정우와 같은 고아원에서 자란 형 같은 존재이다. 누구보다 성공에 대한 집착이 강하고 출신 성분에 대한 콤플렉스와 열등감이 많아 성격이 거칠고 포악하다. 처음에는 정우를 의심하고 견제하지만 후일 정우의 큰 조력자가 된다.
- 정호빈 : 백성일 역 †

장 회장의 부하이자 실장. 대정그룹 2인자이다. 장민호 회장의 뒤에서 궃은일을 도맡아 처리하는 심복으로, 장 회장의 치명적인 약점과 비리를 모두 알고 있다. 장 회장의 후계자가 되기를 자처하며 모든 것을 다 감수하며 버텨왔으나 김정우가 치고 올라오기도 하고, 허수아비로 세워두려던 장태혁마저 김정우와의 승부에서 부진하자 자신이 직접 대정그룹을 장악할 생각으로 장 회장을 배신한 후 문 회장 밑으로 가서 모든 일을 배후조종한다. 후일 장태혁과 짜고 김정우를 무너뜨리려 하였으나 김정우와 장 회장이 먼저 치고나오게 되자 장태혁과 같이 몰락하게 되고, 장태혁이 쏜 총에 맞아 사망한다.
- 김새롬 : 오상미 역

수현의 친구이자 대정카지노 직원. 구김살 없고 밝은 성격의 소유자이다.

### 그 외
- 문창길 : 문성철 역 †

사채업계의 대부로 에이미의 아버지. 투박한 외모의 소유자이자 프로갬블러인 잭슨을 매우 적대시하여 장 회장과 손을 잡고 잭슨을 제거하려 하였으나 실패하자 장 회장과 손을 끓고 유 회장과 손을 잡으며 장 회장 견제에 앞장선다. 하지만 후일 장 회장을 배신한 백성일이 카지노 장악의 야심을 품고 자신의 밑으로 오게되자 물욕적인 욕심에 의해 유 회장과 장 회장을 향해 칼을 겨누게 된다. 하지만 거액의 돈을 날리게 되고 쓰러져 사망한다.
- 이재용 : 현기상 역 † (청년 : 박광현[6])

제주도 출신 형사로, 젊은 시절 정우의 어머니 안미연을 마음속 깊이 사랑하고 있었으나 내색하지 않고 고백할 기회를 기다린다. 하지만 미연이 국토건설단 깡패 김일환을 사랑하게 되고 아이까지 가지게 되면서 절망에 빠지게 된다. 그러나 그 아이가 버려져 고아원에 맡겨지게 되자 스스로 보호자를 자처하면서 정우를 성심껏 돌보며 뒤를 지켜준다. 인숙과 결혼하였으나 평생 미연을 사랑하면서 인숙의 가슴에 상처를 남기게 된다. 후일 장민호 회장의 가면을 벗기려다가 백성일의 계략으로 인해 조작된 교통사고로 사망한다.
- 조상구 : 조치국 역

경상북도 김천 출신으로 김천역전을 주름잡던 김천의 하리마오라 불리던 주먹계 거물이였으나 제주도에 내려와 제주도의 밤을 주름잡다가 선주로 귀환 하여 배를 몰고 사기 낚시판을 꾸려가며 근근히 살고 있다. 중문카지노 경호요원이 된 강해와 세돌에 의해 VIP 요트의 선주로 변신하게 되면서 잭슨과 가까워지게 된다. 잭슨을 배신하고 장민호 회장의 밑에 간 정우로 인해 세돌과 정우의 대립이 심화되자 중재자 역할도 한다. 하지만 후일 정우의 의중을 알게 되면서 정우를 치러온 나봉출 패거리를 혼내주는 일에도 앞장서게 된다. 현기상 형사의 아내 인숙을 사랑하지만 마음을 내보이지 않고 후일 현기상 형사가 사망하고 인숙이 슬퍼하자 곁에서 말없이 지켜준다.
- 최란 : 최인숙 역

현기상 반장의 아내이자 횟집 주인. 제주도 부두에서 작은 횟집을 내어 손님을 대접하면서 그들의 하소연이나 주정을 받아주며 세월을 살아가고 있다. 정우, 세돌, 강래의 정신적인 후원자이면서, 정우 집안에 얽힌 가족사를 알고 있는 인물이다. 현기상 형사가 대정그룹에 의해 사망에 이르게 되자 대정그룹을 혐오한다.
- 마동석 : 이강래 역

정우, 선영, 석태와 함께 고아원에서 동고동락했던 사이인 정우의 친구. 의리에 죽고 의리에 사는 인물로, 훗날 정우, 잭슨 리와 같이 미국에 가서 특수경호와 용병으로 활동하며 정우의 큰 조력자가 된다. 후일 제주도로 돌아와서는 중문카지노의 보안요원으로 일하게 되고, 장민호 회장 밑으로 가게 된 정우의 진심을 오해하며 대립하게 된다. 하지만 후일 정우의 의중을 알게 되면서 조력자로 변모한다.
- 여호민 : 장세돌 역

정우의 친구. 강래, 잭슨 리와 같이 특수경호와 용병으로 활동하며 동고동락한 인물로, 후일 제주도로 돌아와서는 중문카지노 보안요원으로 강래와 같이 일하게 된다. 자신들을 버리고 장 회장 밑으로 간 정우를 증오하나, 후일 정우의 의중을 이해하면서 조력자가 된다.
- 박현진 : 에이미(문정애) 역

잭슨의 연인이자 문창길 회장의 딸로, 대학에서 무용을 전공한 무용학도이다. 뛰어난 외모의 소유자로 라스베가스에서 클럽쇼걸로 활동하면서 살아가지만, 사랑하는 잭슨이 옆에 있기에 불평하지 않는 착하고 순수한 성격을 지녔다. 후일 장 회장의 도움을 받은 문 회장의 개입으로 한국으로 강제 입국하게 되고, 백 실장이 문 회장의 후계자가 되기를 자처하며 접근하자 거절한다. 수현과 같이 잭슨을 향한 한결같은 사랑을 보여준다.
- 김소연

### 특별출연
- 고두심 : 정우의 할머니 역 †

안미연의 어머니이며 제주도 해녀. 미연이 깡패였던 김일환의 아이를 갖게 되자 원망하며 고아원에 버렸으나 평생을 후회하며 살아간다. 평소 잘 알고 지냈던 현기상 반장으로부터 임종 직전 외손자 정우를 소개받고 숨을 거둔다.
- 안내상 : 이수창 역 †

육군상사. 국토건설단 초창기에 제주도로 호송되는 국토건설단 책임을 맡았고, 이때에 김일환과 약연을 맺게 되고 적개심을 갖게 된다. 후에 김일환이 베트남에서 암시장을 돌며 밀거래를 할 때 CID 요원으로 암거래 시장을 단속하는 임무를 맡아 두 번째 악연을 맺게 된다. 전쟁이 끝나자 한국으로 돌아와 거부로 성장한 김일환을 제거하고자 하였으나 실패하고 무기징역을 받아 교도소에 수감된다. 교도소에서 김일환의 아들인 정우를 만나고 적개심을 보이고 대적하지만, 곧 그에게 사과하며 정우에게 출생의 비밀을 조금 알려줌으로써 정우와의 관계를 정리한다. 출소 후 장민호 회장(김일환)을 찾아가 대적하지만 곧 바닷가에서 의문의 죽음을 당하게 된다.
- 김정하 : 정우 母 역 †
- 임정은 : 안미연 역 †

제주도의 해녀이며 정우의 생모. 뛰어난 외모의 소유자로 제주도로 끌려온 깡패들에게 연민을 가진다. 후일 국토건설단에서 탈출한 김일환과 인연을 맺게 되면서 그를 사랑하게 되고 하룻밤 인연으로 정우를 낳게 된다. 김일환이 군인들에게 붙들려 육지로 끌려간 이후에도 김일환을 잊지 못하며 살다가 쓸쓸히 죽음을 맞이한다. 젊은 시절 현기상 반장이 가슴이 사무치게 사랑했던 여인이기도 하다.
- 김병세 : 토니 역

태양의 서커스를 담당하는 책임자로, 처음에는 수현을 탐탁치 않게 생각하였으나 의지를 보고 수현을 채용한 뒤 가르친다. 영어와 한국어를 능수능란하게 구사하며 수현을 아끼게 된다.
- 김뢰하 : 나봉출 역

전국구 건달 보스로, 중문카지노 대주주이다. 유강수 회장과는 초창기 카지노 건설을 시작할 때에 그 주변을 정리하면서 알게 된 사이로, 이후 카지노가 완공되자 대주주로 승격된다. 건달답게 단순 무식하고 거친 성격의 소유자로, 정우를 비롯해서 카지노 식구들과 유 회장까지 무시한다. 정우와 잭슨의 연합작전으로 인해 중문카지노 지분을 빼앗기게 되면서 정우와 잭슨 일행에게 반감을 갖게 된다. 이후 잭슨과 정우를 칠 목적으로 건달들을 끌어모아 제주도로 내려오지만 강래와 치국, 세돌의 도움을 받은 정우와 잭슨에 의해 처참하게 깨진 뒤 제주도에서 쫓겨난다.
- 이효정 : 윤제명 역

제주지검 부장검사. 수현의 요청으로 장민호 회장을 조사한다. 집요함과 근성을 지닌 인물로 장 회장을 끝까지 물고늘어져 장 회장이 김일환임을 입증하는데 큰 역할을 한다.
- 양승걸 : 형사 역

20회 ~ 마지막회 출연
- 조재윤 : 장돌 역

나봉출 부하로 나봉출과 같이 잭슨과 정우를 칠 목적으로 건달들을 끌어모아 제주도로 내려오지만 강래와 치국, 세돌의 도움을 받은 정우와 잭슨에 의해 처참하게 깨진 뒤 제주도에서 쫓겨난다.
- 송민형 : 송태만 대표 역

대정그룹에서 건설 중인 썅이골프장 대표로 회원권 분양 때문에 계속 서울에 있다가 태혁이 추진했던 태양서커스 상설공연장 유치를 계속 반대했다.
- 이병욱 : 민영기 역

제주지검 검사. 20회 출연
- 심은진 : 리드보컬 역

## 시청률
| 2009년      | 2009년      | 2009년         | 2009년       | 2009년         | 2009년       |
| 회차        | 방송일      | TNmS 시청률    | TNmS 시청률  | AGB 시청률     | AGB 시청률   |
| 회차        | 방송일      | 대한민국(전국) | 서울(수도권) | 대한민국(전국) | 서울(수도권) |
| ----------- | ----------- | -------------- | ------------ | -------------- | ------------ |
| 스페셜      | 7월 8일     | 7.8%           | 8.6%         | 7.2%           |              |
| 제1회       | 7월 9일     | 14.8%          | 15.5%        | 13.8%          | 15.5%        |
| 제2회       | 7월 15일    | 16.5%          | 17.3%        | 15.8%          | 17.2%        |
| 제3회       | 7월 16일    | 18.5%          | 19.9%        | 16.0%          | 17.8%        |
| 제4회       | 7월 22일    | 16.2%          | 16.5%        | 15.1%          | 16.6%        |
| 제5회       | 7월 23일    | 16.8%          | 17.9%        | 16.8%          | 16.6%        |
| 제6회       | 7월 29일    | 17.3%          | 17.8%        | 17.3%          | 18.7%        |
| 제7회       | 7월 30일    | 18.7%          | 18.9%        | 17.4%          | 17.9%        |
| 제8회       | 8월 5일     | 16.7%          | 16.9%        | 15.4%          | 15.6%        |
| 제9회       | 8월 6일     | 16.9%          | 17.4%        | 15.7%          | 16.5%        |
| 제10회      | 8월 12일    | 17.3%          | 17.4%        | 16.7%          | 17.5%        |
| 제11회      | 8월 13일    | 17.3%          | 17.3%        | 17.1%          | 17.9%        |
| 제12회      | 8월 19일    | 15.3%          | 15.6%        | 15.0%          | 15.4%        |
| 제13회      | 8월 20일    | 17.6%          | 17.7%        | 17.0%          | 17.5%        |
| 제14회      | 8월 26일    | 14.8%          | 15.3%        | 15.5%          | 15.6%        |
| 제15회      | 8월 27일    | 15.0%          | 14.7%        | 15.5%          | 16.0%        |
| 제16회      | 9월 2일     | 15.0%          | 14.8%        | 15.5%          | 16.1%        |
| 제17회      | 9월 3일     | 18.0%          | 18.4%        | 17.5%          | 17.6%        |
| 제18회      | 9월 9일     | 15.5%          | 15.6%        | 17.8%          | 18.9%        |
| 제19회      | 9월 10일    | 17.8%          | 17.9%        | 18.0%          | 17.8%        |
| 제20회      | 9월 16일    | 16.3%          | 15.9%        | 16.6%          | 17.3%        |
| 제21회      | 9월 17일    | 17.1%          | 17.0%        | 16.9%          | 17.8%        |
| 제22회      | 9월 23일    | 17.5%          | 17.4%        | 16.6%          | 17.0%        |
| 제23회      | 9월 24일    | 17.4%          | 17.1%        | 17.4%          | 17.6%        |
| 제24회      | 9월 30일    | 16.4%          | 16.4%        | 15.5%          | 15.7%        |
| 제25회      | 10월 1일    | 18.8%          | 18.4%        | 18.5%          | 18.6%        |
| 평균 시청률 | 평균 시청률 | 16.8%          | 17.0%        | 16.4%          | 17.1%        |

## 연장
- 태양을 삼켜라 방영 분량이 24부작에서 1회 연장되어 25부작으로 변경.확정되었다.